# Mick Grant
Mick Grant (Middlestown, 24 de marzo de 1949) es un expiloto de motociclismo británico, que participó en el Campeonato del Mundo de Motociclismo entre 1970 y 1984. Su mejor temporada fue en 1977 cuando acabó en noveno lugar de la categoría de 500cc y tercer victorias en su palmarés.

## Carrera
En los primeros años, su presencia casi siempre se limitaba a la del Trofeo Turístico para convertirse en una presencia más constante también en los otros circuitos de 1973 a 1979. Usó motocicletas de diferentes casas, en particular Yamaha y Kawasaki. Para esta última, fue uno de los primeros pilotos en conducir la Kawasaki KR 250-350 en carrera y fue con Kawasaki donde obtuvo sus 3 victorias, el primero en 500 con motivo de TT Isla de Man de 1975, y las otras dos en 250 cc en 1977 (Gran Premio de los Países Bajos y Gran Premio de Suecia), año en el que también logró su mejor resultado en la clasificación final, un noveno puesto.
En 1979 fue designado para ser el piloto que conduciría la revolucionaria Honda NS a de pistones ovaladas, aunque no obtuvo resultados destacables.
En su carrera, hay que señalar las 5 victorias en North West 200 y el triunfo en el Gran Premio de Macao de 1977 y de 1984.

## Estadísticas
Sistema de puntuación a partir de 1969:
| Posición | 1  | 2  | 3  | 4 | 5 | 6 | 7 | 8 | 9 | 10 |
| Puntos   | 15 | 12 | 10 | 8 | 6 | 5 | 4 | 3 | 2 | 1  |

(Carreras en negrita indica pole position, carreras en cursiva indica vuelta rápida)
| Año  | Clase  | Equipo         | 1       | 2      | 3       | 4       | 5       | 6       | 7       | 8       | 9       | 10      | 11      | 12      | 13      | Pts | Pos  |
| ---- | ------ | -------------- | ------- | ------ | ------- | ------- | ------- | ------- | ------- | ------- | ------- | ------- | ------- | ------- | ------- | --- | ---- |
| 1970 | 350cc  | Lee Yamaha     | GER -   |        | YUG -   | IOM 18  | NED -   |         | DDR -   | CZE -   | FIN -   | ULS -   | NAT -   | ESP -   |         | 0   | –    |
| 1970 | 500cc  | Velocette      | GER -   | FRA -  | YUG -   | IOM Ret | NED -   | BEL -   | DDR -   | CZE -   | FIN -   | ULS -   | NAT -   | ESP -   |         | 0   | –    |
| 1971 | 350cc  | Lee Yamaha     | AUT -   | GER -  | IOM 7   | NED -   |         | DDR -   | CZE -   | SWE -   | FIN -   | ULS -   | NAT -   | ESP -   |         | 4   | 36.º |
| 1972 | 250cc  | Padgett Yamaha | GER -   | FRA -  | AUT -   | NAT -   | IOM Ret | YUG -   | NED -   | BEL -   | DDR -   | CZE -   | SWE -   | FIN -   | ESP -   | 0   | –    |
| 1972 | 350cc  | Padgett Yamaha | GER -   | FRA -  | AUT -   | NAT -   | IOM 3   | YUG -   | NED -   |         | DDR -   | CZE -   | SWE -   | FIN -   | ESP -   | 10  | 18.º |
| 1972 | 500cc  | Kawasaki       | GER -   | FRA -  | AUT -   | NAT -   | IOM 3   | YUG -   | NED -   | BEL -   | DDR -   | CZE -   | SWE -   | FIN -   | ESP -   | 10  | 18.º |
| 1973 | 250cc  | Yamaha         | FRA -   | AUT -  | GER 10  |         | IOM -   | YUG -   | NED 4   | BEL -   | CZE -   | SWE Ret | FIN Ret | ESP -   |         | 9   | 21.º |
| 1973 | 350cc  | Yamaha         | FRA -   | AUT -  | GER Ret | NAT 9   | IOM Ret | YUG -   | NED 9   |         | CZE -   | SWE 6   | FIN -   | ESP -   |         | 9   | 22.º |
| 1973 | 500cc  | Yamaha         | FRA -   | AUT -  | GER -   |         | IOM Ret | YUG -   | NED -   | BEL -   | CZE -   | SWE Ret | FIN -   | ESP -   |         | 0   | -    |
| 1974 | 250cc  | Yamaha         |         | GER -  |         | NAT -   | IOM 2   | NED 10  | BEL -   | SWE 6   | FIN 12  | CZE -   | YUG -   | ESP -   |         | 18  | 11.º |
| 1974 | 350cc  | Yamaha         | FRA -   | GER -  | AUT -   | NAT -   | IOM 2   | NED Ret |         | SWE 5   | FIN Ret |         | YUG -   | ESP -   |         | 18  | 11.º |
| 1974 | 500cc  | Yamaha         | FRA -   | GER -  | AUT -   | NAT -   | IOM Ret | NED -   | BEL -   | SWE -   | FIN -   | CZE -   |         |         |         | 0   | -    |
| 1975 | 250cc  | Kawasaki       | FRA -   | ESP -  |         | GER -   | NAT -   |         | IOM Ret | NED Ret | BEL -   | SWE -   | FIN -   | CZE -   | YUG -   | 0   | -    |
| 1975 | 500cc  | Kawasaki       | FRA -   |        | AUT -   | GER -   | NAT -   |         | IOM 1   | NED Ret | BEL Ret | SWE Ret | FIN -   | CZE -   |         | 15  | 14.º |
| 1976 | 500cc  | Kawasaki       | FRA -   | AUT -  | NAT -   |         | IOM -   | NED -   | BEL -   | SWE -   | FIN -   | CZE -   | GER -   |         |         | 0   | -    |
| 1977 | 250cc  | Kawasaki       | VEN -   |        | GER -   | NAT -   | ESP -   | FRA Ret | YUG -   | NED 1   | BEL 14  | SWE 1   | FIN 2   | CZE Ret | GBR Ret | 42  | 9.º  |
| 1978 | 250cc  | Kawasaki       | VEN Ret | ESP 6  |         | FRA Ret | NAT -   | NED Ret | BEL Ret | SWE Ret | FIN 7   | GBR 4   | GER -   | CZE -   | YUG -   | 17  | 14.º |
| 1978 | 350cc  | Kawasaki       | VEN Ret |        | AUT -   | FRA 11  | NAT -   | NED 7   |         | SWE 9   | FIN -   | GBR 3   | GER -   | CZE -   | YUG -   | 16  | 14.º |
| 1979 | 500cc  | Suzuki         | VEN Ret | AUT 10 | GER Ret | NAT Ret | ESP -   | YUG -   | NED Ret | BEL -   | SWE -   | FIN -   | GBR Ret | FRA -   |         | 1   | 35.º |
| 1980 | 500cc  | Suzuki         | NAT -   | ESP -  | FRA -   | YUG -   | NED 16  | BEL -   | FIN Ret | GBR DNQ | CZE -   | GER -   |         |         |         | 0   | -    |
| 1981 | 250cc  | Armstrong      | ARG -   |        | GER -   | NAT -   | FRA -   | ESP -   | YUG -   | NED -   | BEL Ret | RSM 13  | GBR Ret | FIN -   | SWE -   | 0   | -    |
| 1981 | 350cc  | Yamaha         | ARG -   | AUT -  | GER -   | NAT -   |         |         | YUG -   | NED Ret |         |         | GBR Ret |         | CZE -   | 0   | -    |
| 1984 | 500 cc | Suzuki         | RSA -   | NAT -  | ESP -   | AUT -   | GER -   | FRA -   | YUG -   | NED -   | BEL -   | GBR 17  | SWE -   | SMR -   |         | 0   | -    |